# Herminia obscura
Herminia obscura är en fjärilsart som beskrevs av George Francis Hampson. Herminia obscura ingår i släktet Herminia och familjen nattflyn. Inga underarter finns listade i Catalogue of Life.